# Uriah Butler
Tubal Uriah Butler (* 21. Januar 1897 in St. George’s; † 20. Februar 1977) war ein trinidadischer Politiker, Arbeiterführer und Prediger.

## Leben
Butler wurde in Grenada geboren. Da sein Vater Küster der anglikanischen Kirche von St. George’s war, wurden ihm die Gebühren für die Volksschule erlassen, so dass er über eine grundlegende Schulbildung verfügte. Als junger Mann nahm er für die Kolonialmacht Großbritannien am Ersten Weltkrieg teil und diente unter Arthur Cipriani im British West Indies Regiment. Nach Kriegsende kehrte er nach Grenada zurück, migrierte aber 1921 nach Trinidad, um dort im Ölgürtel im Süden der Insel als Installateur zu arbeiten. 1929 zog er sich bei einem Arbeitsunfall eine bleibende Gehbehinderung zu, die ihn arbeitsunfähig machte und für die er keine Entschädigung erhielt. In der Folge wandte er sich der Baptist Church zu und betätigte sich dort als Prediger. Dadurch schärfte er sein rhetorisches Talent, und er begann im Rahmen dieser Tätigkeit, sich für die Rechte der Arbeiter zu engagieren.

## Politisches Wirken
Butler war Mitglied der ersten politischen Partei Trinidads, der 1934 gegründeten Trinidad Labour Party. Er trat erstmals 1935 in Erscheinung, als er einen „Hungermarsch“ anführte, einen von Ausschreitungen begleiteten Protestzug von Arbeitern der trinidadischen Ölfirma Apex von Fyzabad nach Port of Spain. Der Protestzug fand gegen den ausdrücklichen Willen der Gewerkschafts- und TLP-Führung statt, führte aber zu einer zweiprozentigen Lohnerhöhung der Apex-Arbeiter und begründete Butlers Ruf als Arbeiterführer des Ölgürtels. Ende 1935 wurde er wegen „extremistischer Tendenzen“ aus der TLP ausgeschlossen, woraufhin er gemeinsam mit anderen Arbeiterführern die kurzlebige Trinidad Citizens League (TCL) und später die British Empire Workers and Citizen Home Rule Party (BEW&CHRP) gründete. Im Juni 1937 begannen Streiks auf den südtrinidadischen Ölfeldern. Die Polizei versuchte am 19. Juni 1937, Butler während einer Arbeiterversammlung in Fyzabad zu verhaften, wurde jedoch von der aufgebrachten Menge daran gehindert, wobei ein Polizist erschossen und ein weiterer bei lebendigem Leib verbrannt wurde. Dieser Tag gilt als Beginn der „Butler Riots“, gewalttätiger Ausschreitungen vorrangig von Arbeitern in der Ölindustrie im Süden Trinidads, bei denen zwölf Demonstranten von der Polizei getötet wurden. Da Butler auf der Fahndungsliste der Polizei stand, tauchte er unter, stellte sich aber im September 1937 den Behörden und wurde im Dezember wegen der Anstiftung zu Unruhen zu zwei Jahren Haft verurteilt. Im Mai 1939 wurde er entlassen. Aufgrund alter Beziehungen wurde ihm die Leitung des operativen Geschäfts der 1937 gegründeten Gewerkschaft Oilfield Workers Trade Union (OWTU) übertragen, wegen seiner radikalen Ansichten wurde er aber schnell wieder von diesem Posten entfernt. Im November 1939 wurde er vor dem Hintergrund des Zweiten Weltkriegs von den Behörden als „Sicherheitsrisiko“ inhaftiert, was im Rahmen der damaligen Notstandsgesetzgebung möglich war. Er saß sechs Jahre auf einer der beiden Gefängnisinseln vor der Küste von Chaguaramas ein – je nach Quelle auf Caledonia oder Nelson Island – und wurde 1945 nach Kriegsende entlassen.
Butler nahm umgehend wieder seine politische Betätigung auf. Bei den Wahlen von 1946 blieb er persönlich erfolglos, da er nicht im ihm gewogenen Ölgürtel im Süden Trinidads kandidierte, sondern um den Wahlkreis Port of Spain North kämpfte, wo er gegen den damals populären Albert Gomes verlor. Seine Partei, die mittlerweile in Presse und Volksmund als „Butler Party“ bekannt war, wurde aber zweitstärkste Partei auf Trinidad. In der Folgezeit agitierte Butler weiter für die Rechte der Arbeiter und löste so Streiks und Unruhen in Port of Spain sowie im Süden der Insel aus. Nachdem Butler-Anhänger aus Frust über einen ungünstig verlaufenen Streik zwei Ölquellen in Brand gesetzt hatten, wurde er aus dem damaligen County St. Patrick, in dem die meisten Ölquellen lagen, ausgewiesen. Im Januar 1947 erstürmten seine Anhänger das Red House, den Parlamentssitz in Port of Spain. Von 1948 bis 1950 hielt sich Butler in Großbritannien auf, um dort für seine Agenda zu werben. Für die Wahlen 1950 verbündete sich Butler mit einigen einflussreichen indischstämmigen Politikern. Bei den Wahlen trat außerdem die bis dato regierende Parteienkoalition United Front nicht an. Die Butler Party wurde stärkste Kraft, da die gewählten Politiker aber im kolonialen Verwaltungssystem nur 70 % des Wahlkomitees zum Exekutivrat der Kolonie stellten, konnte Gouverneur Hubert Rance den Wahlsieger Butler bei der Regierungsbildung übergehen – zum Chief Minister wurde Gomes ernannt. Bei der Wahl 1956 konnte Butler sein Mandat verteidigen, während seine Partei landesweit nur noch einen weiteren Sitz erzielen konnte – ein Jahr zuvor war das People’s National Movement (PNM) gegründet worden, das die Wahl 1956 gewann und Trinidad für die folgenden 30 Jahre regierte. Bei der Wahl 1961, bei der Butler um den Wahlbezirk La Brea kämpfte, verlor er deutlich, und seine Partei gewann keinen einzigen Sitz.
Nach der Unabhängigkeit Trinidads 1962 wurde Butlers Einsatz für die Arbeiterklasse als Kampf gegen den Kolonialismus interpretiert, und er galt als Volksheld. 1970 wurde ihm der damalige höchste Orden Trinidads, das Trinity Cross, verliehen.

## Einordnung
Die britische Kolonie Trinidad war wie alle anderen Karibikinseln und -Anrainerstaaten signifikant von der Weltwirtschaftskrise betroffen. In der Folge traten in den britischen Karibikkolonien Arbeiterunruhen auf, zuerst im Februar 1934 in Britisch-Honduras, dem heutigen Belize. Auf Trinidad wurden die Interessen der Arbeiter unter anderem von Arthur Andrew Cipriani vertreten, dem ehemaligen Kommandanten Butlers im Ersten Weltkrieg und Bürgermeister von Port of Spain, der 1934 als deren Präsident die Gewerkschaft Trinidad Workingmen’s Association (TWA) in die erste politische Partei Trinidads, die Trinidad Labour Party, umwandelte. Anfang der 1930er-Jahre schwand der Einfluss Ciprianis und anderer gemäßigter Gewerkschafter auf die Arbeiterschaft, die sich angesichts hoher Arbeitslosigkeit und schwindender Löhne zunehmend radikalisierte. 1934 wurde das durch dezentrale Landwirtschaft geprägte Zentraltrinidad zudem von einer Dürre geplagt, die den Reisanbau zeitweise unmöglich machte. Die Regierung unter Gouverneur Murchison Fletcher erkannte zunächst an, dass die im Juni 1937 begonnen „Butler Riots“ eine Folge der schwierigen Arbeitsbedingungen und geringen Löhne in der Ölindustrie seien, und trat in Verhandlungen mit den Arbeitern ein, schwenkte aber im Oktober 1937 auf Druck aus London hin auf eine repressive Politik um.
Während des Zweiten Weltkriegs, als Butler inhaftiert war, bauten die USA mit Zustimmung der Kolonialmacht Großbritannien im Rahmen des Zerstörer-für-Stützpunkte-Abkommens mehrere Militärbasen auf Trinidad. Die Folgen für die Situation der Arbeiter waren positiv: Es entstanden Tausende Jobs, die zudem besser bezahlt waren und bessere Arbeitsbedingungen boten als in der Zucker- und Ölindustrie. Nach Kriegsende, 1946, zogen sich die USA aus Trinidad zurück. Zum plötzlich einsetzenden Arbeitsmangel gesellte sich eine hohe Inflation; beides bereitete den Nährboden für weitere soziale Unruhen.

## Posthume Wirkung und Bewertung

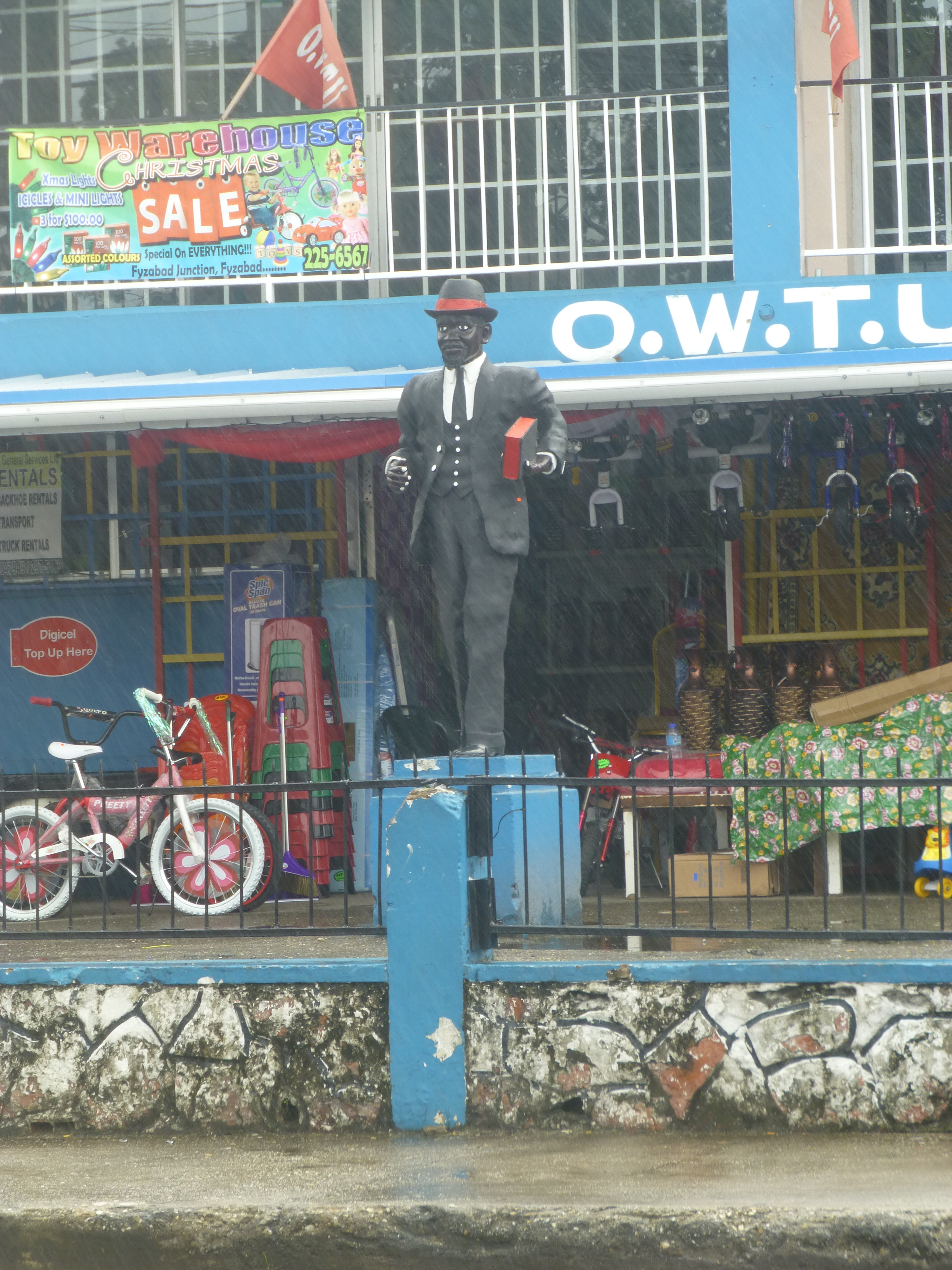
Butler-Denkmal in Fyzabad

Während in den meisten westlichen Ländern der Tag der Arbeit am 1. Mai gefeiert wird, liegt er in Trinidad und Tobago seit 1973 auf dem 19. Juni, dem Beginn der Butler Riots. Die wichtigste Nord-Süd-Verkehrsachse Trinidads, der Princess Margaret Highway, wurde 1973 in Uriah Butler Highway umbenannt. In Fyzabad wurde 1971 in Gedenken an Butler eine Statue errichtet.
Die britische Historikerin Bridget Brereton analysierte, Butler sei „ein aufrichtiger und machtbewusster Arbeiterführer gewesen, aber weder ein Ideologe noch politisch radikal“. Wie der von ihm zunächst bewunderte und später bekämpfte Cipriani habe er bei seinem Kampf für die Rechte der Arbeiter die Herrschaft Großbritanniens über Trinidad nicht in Frage gestellt. Der Historiker und erste Premierminister des selbständigen Trinidad, Eric Williams, urteilte, Butler habe „darin versagt, eine Massenbewegung (für sich) zu mobilisieren, die er selbst erst ermöglicht hatte“. Der trinidadische Historiker Gerard Besson wertete in den Caribbean History Archives, Butler wäre gemeinsam mit Adrian Cola Rienzi und Cipriani eine der drei Säulen der Arbeiterbewegung in Trinidad gewesen. „Sie kämpften nicht nur gegen die Kolonialmacht, die die Arbeiter und das fruchtbare Land ausbeutete, sondern auch dafür, die Arbeiter von der ererbten ‚mentalen Sklaverei‘ zu befreien.“